# ヘーデ・フォン・トラップ
ヘーデ・フォン・トラップ（Hede von Trapp、1877年11月18日 - 1947年12月29日）はオーストリアの画家。ゲオルク・フォン・トラップの姉。